# 2-2-0
Тип 2-2-0 — паровоз с двухосной бегунковой тележкой и двумя движущими осями.
Другие методы записи:
- Американский — 4-4-0 («Американец»)
- Французский — 220
- Германский — 2B

## Примеры паровозов
К данному типу, в основном, относились пассажирские паровозы. Такой тип имели и изготовленные в 1851 году первые российские пассажирские паровозы. Наибольшее распространение данный тип получил на американских железных дорогах во второй половине XIX века. Имелись такие и на железных дорогах России — на Заволжских линиях РУЖД с шириной колеи 1000 мм. В 1912 году все российские пассажирские паровозы с двумя движущими осями получили обозначение серии Д (двухосные).